# Invaze Rudé armády do Ázerbájdžánu
Invaze Rudé armády do Ázerbájdžánu, také známá jako sovětizace nebo sovětská invaze do Ázerbájdžánu, byla vojenská akce 11. armády Rudé armády, uskutečněná ve dnech 27. dubna až 11. května 1920 s cílem dosadit sovětskou vládu do neuznané nově vzniklé Demokratické republiky Ázerbájdžán. Invaze byla vyústěním protivládního povstání místních ázerbájdžánských komunistů v hlavním městě Baku.
Počátkem roku 1920 sovětské Rusko zoufale potřebovalo zásoby ropy z Baku. Dne 17. března 1920 poslal Vladimir Lenin následující telegram Revoluční vojenské radě na Kavkaze: "Rozhodně se musíme zmocnit Baku. Nasměrovat veškeré své úsilí k tomuto cíli, ale je nutné zůstat přísně diplomatický při jazykové komunikaci a v maximální míře zajistit přípravu místní sovětské moci. Totéž platí o Gruzii, i když v tomto případě vám radím dávat ještě větší pozor.
Dne 21. dubna 1920 byly postupně vydány směrnice pro Rudou armádu a Volžsko-Kaspickou vojenskou flotilu na přípravu ofenzívy vůči Baku.

## Vojenské strategie
Podle ruského historika A. B. Shirokorada, byla sovětská invaze do Ázerbájdžánu provedena pomocí standardní sovětské šablony: místní komunisté začnou vytvářet skutečné nebo "virtuální" nepokoje a požádají podporu Rudé armády. Tento systém se použil i o desítky let později, během sovětské invaze v Maďarsku (1956) a v Československu (1968). 28. dubna 1920 podal revoluční výboru v Baku formální žádost o pomoc Sovětskému svazu, ale den předtím Rudá armáda (více než 30 000 vojáků) již napadla území Ázerbájdžánu.